# Acia
Acia  (c. 85-43 a. C.) fue una dama romana del siglo I a. C., perteneciente a la gens Acia, madre del emperador Augusto.

## Nacimiento y familia
Acia nació alrededor del año 85 a. C. Fue hija de Julia la Menor, la menor de las hermanas de Julio César, y de Marco Acio Balbo, un senador de rango pretorio originario de Aricia. Estuvo casada desde antes del año 70 a. C. con Cayo Octavio, con quien tuvo dos hijos: Octavia la Menor y Augusto; se atribuyó de forma legendaria la paternidad de este último, que como emperador se hizo llamar divi filius (hijo de dios) y fue divinizado tras su muerte, al dios Apolo tras una visita fugaz a Acia. Alrededor de los años 57 o 56 a. C. volvió a casarse tras quedar viuda de su primer marido, en este caso con Lucio Marcio Filipo, uno de los cónsules del año 56 a. C. y partidario de Julio César.

## Semblanza
Crio a sus hijastros junto con sus propios hijos y arregló el primer matrimonio de Octavia con el cónsul y senador Cayo Claudio Marcelo.
Acia tenía dudas sobre la legimitidad de su hijo como heredero de César y, tras el asesinato de este, intentó disuadirlo sin éxito de aceptar su legado. Murió por causas desconocidas en la segunda mitad del año 43 a. C., durante el primer consulado de su hijo que le rindió los más altos honores en su funeral.
Acia era una bondadosa y religiosa matrona. Tácito, en el Diálogo de los oradores, la consideraba como el ideal de la matrona romana junto a Cornelia y Aurelia. Fue una madre sobreprotectora. A pesar de que Augusto había tomado en el año 47 a. C. la toga virilis, signo de la mayoría de edad entre los romanos, continuó supervisando todos los aspectos de su vida, obligándolo a vivir en la misma casa y solo dejándolo salir cuando hubiese razones legítimas.

## En la ficción
Acia es uno de los personajes principales en la serie de televisión Roma de HBO y BBC. En lugar de la mujer piadosa y afectuosa que nos ha retratado la Antigüedad, es representada por Polly Walker como una mujer manipuladora, intrigante, licenciosa y egocéntrica cuyas aventuras sexuales incluyeron a Marco Antonio.